# ファッブリカ・クローネ
ファッブリカ・クローネ（伊: Fabbrica Curone）は、イタリア共和国ピエモンテ州アレッサンドリア県にある、人口約600人の基礎自治体（コムーネ）。

## 地理

### 位置・広がり
| 隣接するコムーネは以下の通り。括弧内のPVはパヴィーア県、PCはピアチェンツァ県所属を示す。 - アルベーラ・リーグレ - カベッラ・リーグレ - グレミアスコ - モンタクート - サンタ・マルゲリータ・ディ・スタッフォラ (PV) - ヴァルツィ (PV) - ツェルバ (PC) |

### 地震分類
イタリアの地震リスク階級 (it) では、3 に分類される
。

## 行政

### 分離集落
ファッブリカ・クローネには、以下の分離集落（フラツィオーネ）がある。
- Brentassi, Bruggi, Ca Bastardini, Caldirola, Ciossa, Costa dei Ferrai, Forotondo, Garadassi, La Gioia, Lunassi, Montecapraro, Morigliassi, Pareto, Pradaglia, Remeneglia, Salogni, Selvapiana, Serra Ponte del Mulino

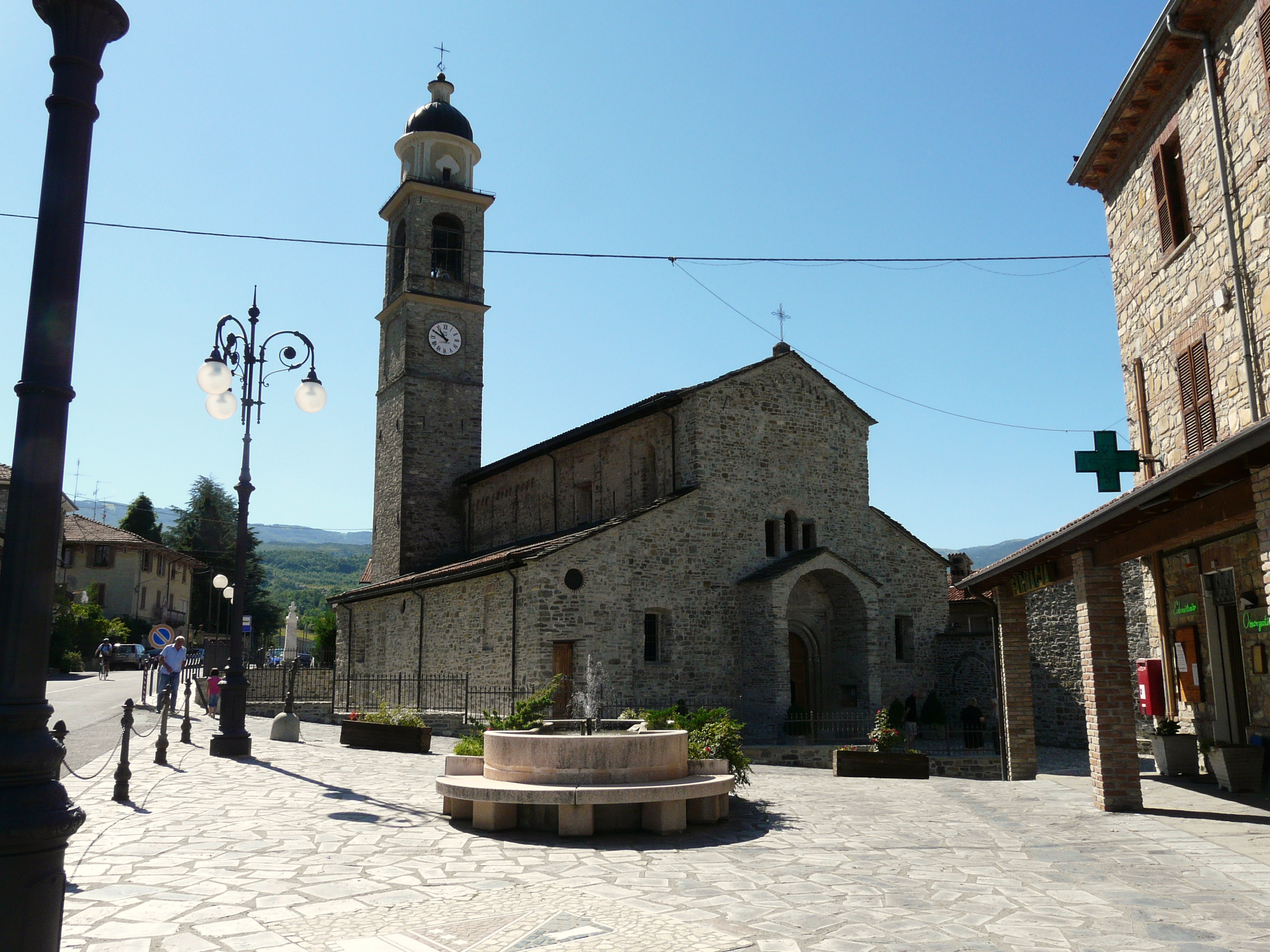
聖母被昇天教会と前の広場
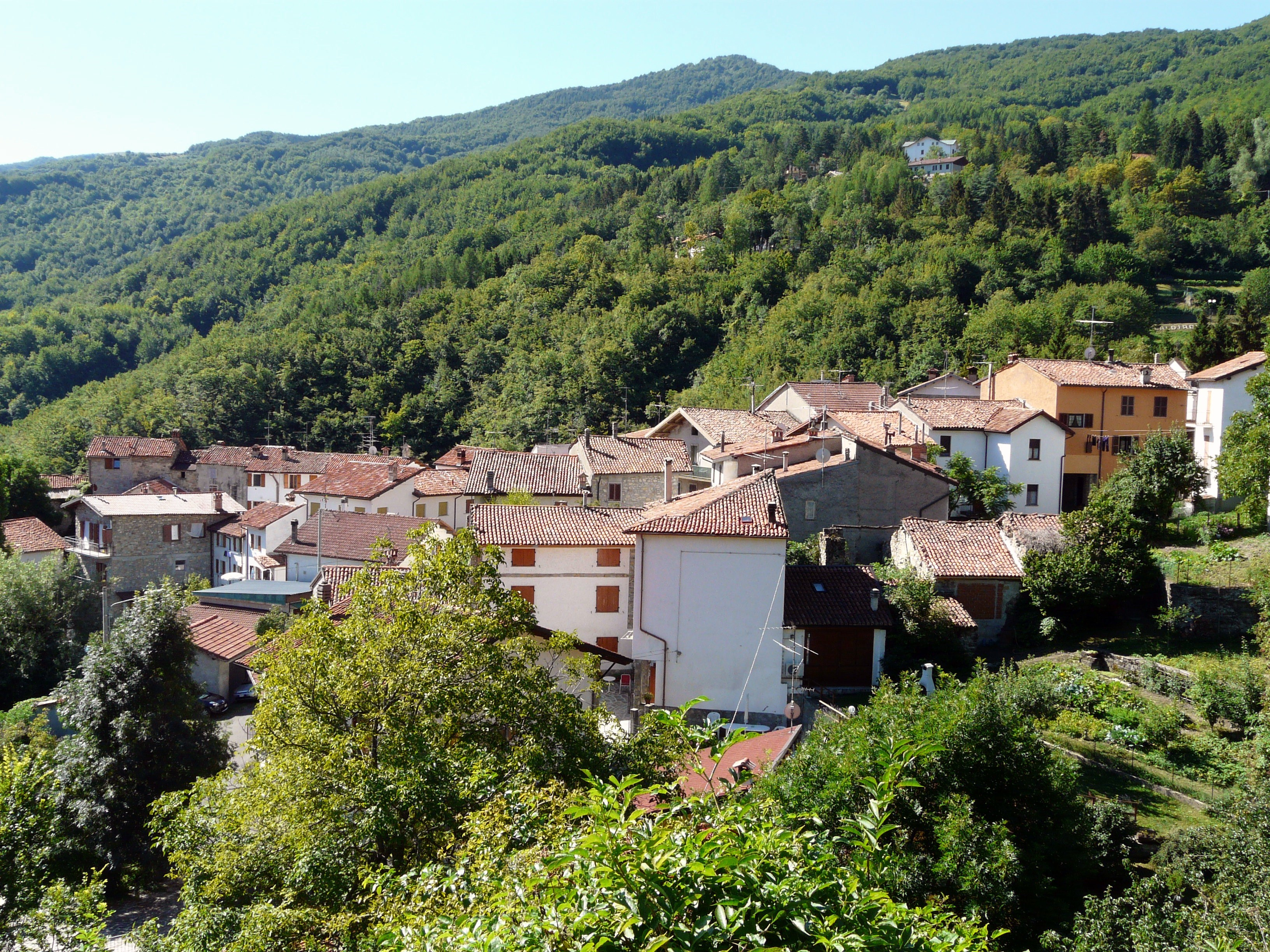
分離集落Caldirolaの風景
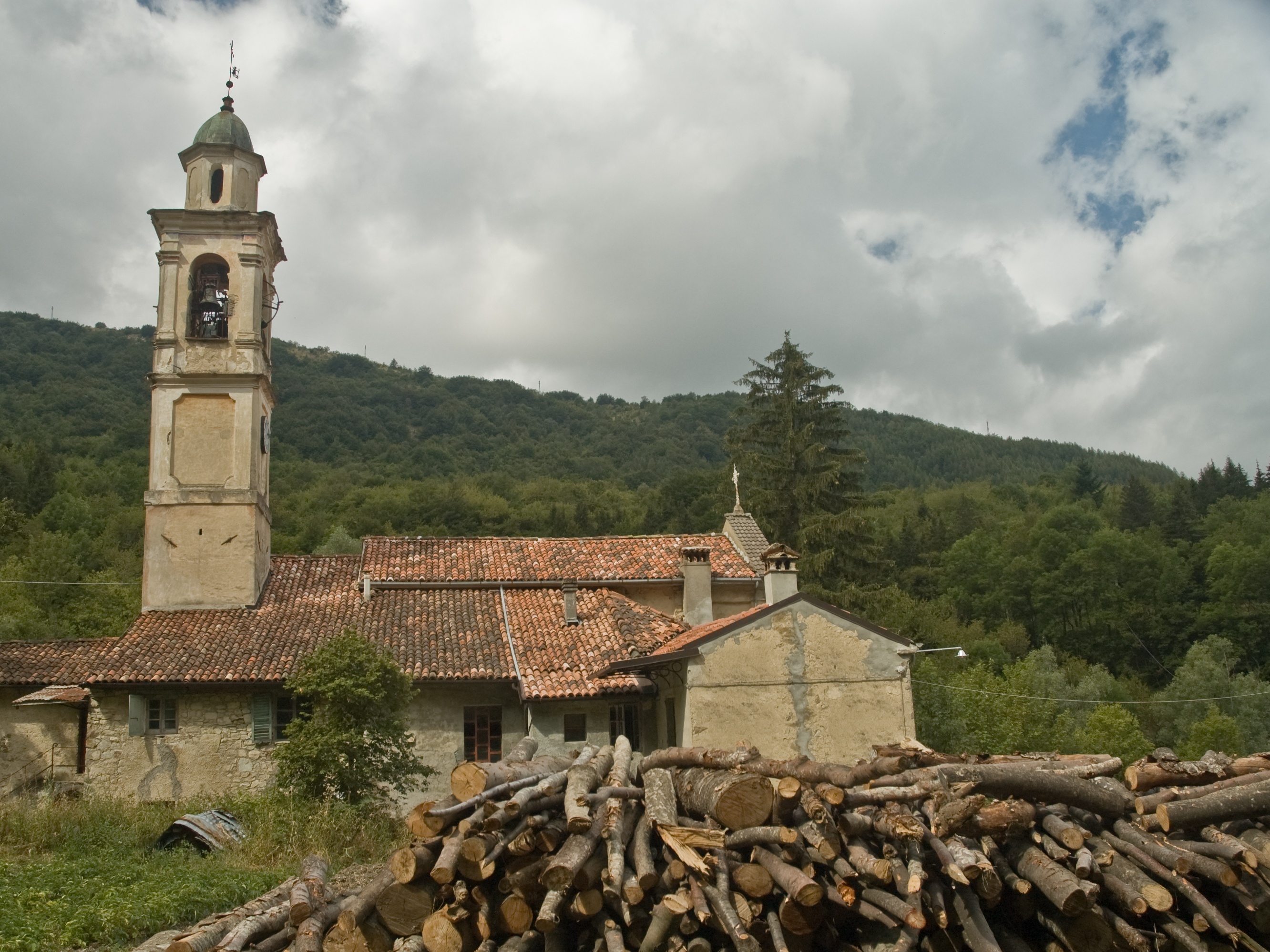
分離集落Bruggiの教会
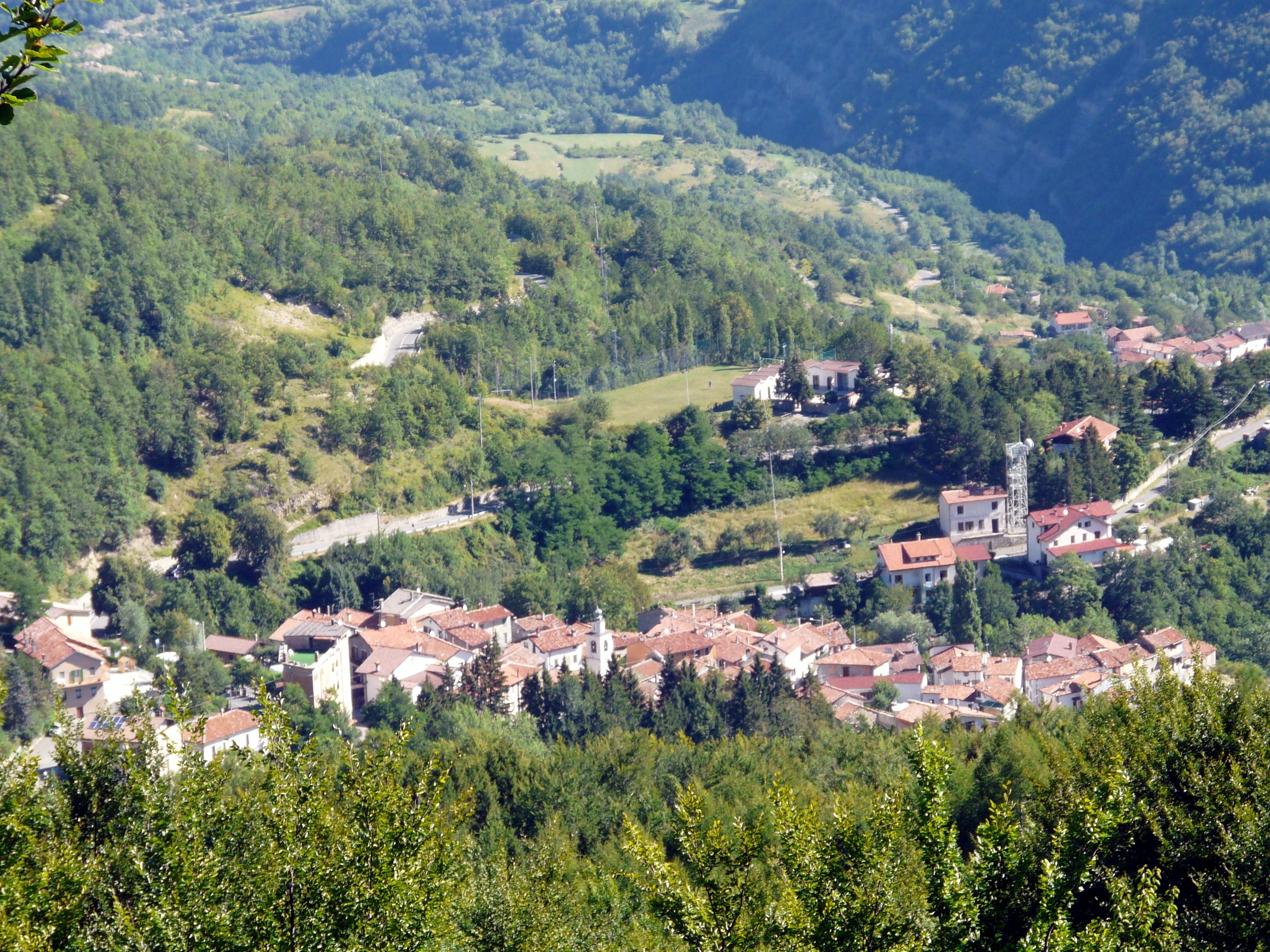
分離集落Garadassiの風景